# Dorset (Vermont)
Dorset ist eine Town im Bennington County des Bundesstaates Vermont in den Vereinigten Staaten mit 2133 Einwohnern (laut Volkszählung von 2020).

## Geographie

### Geografische Lage
Dorset liegt im Norden des Bennington Countys in den Green Mountains. Es gibt nur wenige Flüsse in der Town. Der Otter Creek durchfließt den östlichen Teil der Town in nördlicher Richtung. Durch den westlichen Teil fließt der Mettawee River ebenfalls in nördlicher Richtung. An ihm liegen mehrere kleinere Seen. Wie der Prentiss Pond im Norden. Der Batten Kill hingegen fließt in südlicher Richtung. Das Gebiet der Town ist hügelig und die höchste Erhebung ist der 980 m hohe Mount Aeolus.

### Nachbargemeinden
Alle Entfernungen sind als Luftlinien zwischen den offiziellen Koordinaten der Orte aus der Volkszählung 2010 angegeben.
- Norden: Danby, 3,2 km
- Nordosten: Mount Tabor, 12,9 km
- Osten: Peru, 16,5 km
- Südosten: Winhall, 8,0 km
- Süden: Manchester, 4,9 km
- Südwesten: Sandgate, 16,4 km
- Westen: Rupert, 18,4 km
- Nordwesten: Pawlet, 16,9 km

### Klima
Die mittlere Durchschnittstemperatur in Dorset liegt zwischen −6,7 °C (20° Fahrenheit) im Januar und 20,1 °C (68 °F) im Juli. Damit ist der Ort gegenüber dem langjährigen Mittel der USA um etwa 8 °C kühler, aber knapp 2 °C wärmer als im Vermonter Mittel. Die tägliche Sonnenscheindauer liegt am unteren Rand des Wertespektrums der USA.

## Geschichte

Marmorsteinbruch in Dorset

Der Grant für Dorset wurde am 20. August 1761 im Rahmen der New Hampshire Grants von Benning Wentworth vergeben. Er umfasste 26.240 Acre (10.619 Hektar). Der Name geht auf Dorset in England zurück. Die Besiedlung startete 1768 und die ersten Siedler waren Felix Powell, Isaac Lacey, Benjamin Baldwin, Abraham Underhill, John Manley, Jr. und George Page. Die konstituierende Versammlung der Town fand 1769 statt. Bei einer Epidemie im Jahr 1813 starben etwa 40 Bewohner der Town.
In Dorset wurde ab 1785 Marmor abgebaut. Der erste Marmorsteinbruch befand sich in South Dorset. Isaac Underhill gründete ihn auf dem Boden von Reuben Bloomer. Mehr als zwei Dutzend Steinbrüche wurden an den Hängen des Dorset Mountain und des Mount Aeolus eröffnet. Aus diesen Steinbrüchen stammte der Marmor der New York Public Library, der Bibliothek der Brown University und der Memorial Continental Hall of the Daughters of the American Revolution.

### Einwohnerentwicklung
| Volkszählungsergebnisse – Town of Dorset, Vermont | Volkszählungsergebnisse – Town of Dorset, Vermont | Volkszählungsergebnisse – Town of Dorset, Vermont | Volkszählungsergebnisse – Town of Dorset, Vermont | Volkszählungsergebnisse – Town of Dorset, Vermont | Volkszählungsergebnisse – Town of Dorset, Vermont | Volkszählungsergebnisse – Town of Dorset, Vermont | Volkszählungsergebnisse – Town of Dorset, Vermont | Volkszählungsergebnisse – Town of Dorset, Vermont | Volkszählungsergebnisse – Town of Dorset, Vermont | Volkszählungsergebnisse – Town of Dorset, Vermont |
| Jahr                                              | 1700                                              | 1710                                              | 1720                                              | 1730                                              | 1740                                              | 1750                                              | 1760                                              | 1770                                              | 1780                                              | 1790                                              |
| ------------------------------------------------- | ------------------------------------------------- | ------------------------------------------------- | ------------------------------------------------- | ------------------------------------------------- | ------------------------------------------------- | ------------------------------------------------- | ------------------------------------------------- | ------------------------------------------------- | ------------------------------------------------- | ------------------------------------------------- |
| Einwohner                                         |                                                   |                                                   |                                                   |                                                   |                                                   |                                                   |                                                   |                                                   |                                                   | 958                                               |
| Jahr                                              | 1800                                              | 1810                                              | 1820                                              | 1830                                              | 1840                                              | 1850                                              | 1860                                              | 1870                                              | 1880                                              | 1890                                              |
| Einwohner                                         | 1.286                                             | 1.294                                             | 1.359                                             | 1.507                                             | 1.432                                             | 1.700                                             | 2.090                                             | 2.195                                             | 2.005                                             | 1.696                                             |
| Jahr                                              | 1900                                              | 1910                                              | 1920                                              | 1930                                              | 1940                                              | 1950                                              | 1960                                              | 1970                                              | 1980                                              | 1990                                              |
| Einwohner                                         | 1.477                                             | 1.472                                             | 1.226                                             | 1.120                                             | 1.128                                             | 1.150                                             | 1.150                                             | 1.293                                             | 1.648                                             | 1.918                                             |
| Jahr                                              | 2000                                              | 2010                                              | 2020                                              | 2030                                              | 2040                                              | 2050                                              | 2060                                              | 2070                                              | 2080                                              | 2090                                              |
| Einwohner                                         | 2.036                                             | 2.031                                             | 2.133                                             |                                                   |                                                   |                                                   |                                                   |                                                   |                                                   |                                                   |

## Wirtschaft und Infrastruktur

### Verkehr
Durch den Osten Dorsets verläuft der U.S. Highway 7 (in Nord-Süd-Richtung). Er folgt dem Verlauf des Otter Creeks und die Vermont State Route 30, die ebenfalls in Nord-Süd-Richtung verläuft, folgt dem Verlauf des Mettawee Rivers.
Die Bahnstrecke Rutland–Hoosick Junction verläuft durch Dorset, mit Haltepunkten in North und East Dorset.

### Öffentliche Einrichtungen
Es gibt in Dorset kein Krankenhaus. Das nächstgelegene ist das Rutland Regional Medical Center in Rutland.

### Bildung
Dorset gehört mit Danby, Langrove, Londonderry, Manchester, Mt. Tabor, Pawlet, Peru, Rupert, Sunderland, Weston und Winhall zur Bennington-Rutland Supervisory Union In Dorset bietet die The Dorset School Klassen von Kindergarten bis zum achten Schuljahr.
Zudem bietet die private Long Trail School Unterricht für Schülerinnen und Schüler der Jahrgangsstufen sechs bis zwölf und bereitet auf das College vor.
Die Dorset Village Library in Dorset ist für die Bewohner die örtliche Bibliothek und bietet ein umfangreiches Programm.

## Persönlichkeiten

### Söhne und Töchter der Stadt
- William Griffith Wilson (1895–1971), einer der beiden Gründer der Bewegung der Anonymen Alkoholiker
- Leonard Sargeant (1793–1880), Vizegouverneur von Vermont

### Persönlichkeiten, die vor Ort gewirkt haben
- Reginald Marsh (1898–1954), Maler